# Émile Kets
Émile Kets (Geraardsbergen, 8 dicembre 1923 – Bruxelles, 20 luglio 2012) è stato un cestista belga.

## Carriera
Ha disputato cinque partite ai Giochi della XIV Olimpiade segnando 19 punti, con un massimo di 6 contro il Canada.